# Джэни Джонс
«Джэни Джонс» (англ. Janie Jones) — американский музыкальный фильм режиссёра Дэвида Розенталя. Премьера состоялась 17 сентября 2010 года на Кинофестивале в Торонто.

## Сюжет
13-летняя девочка, покинутая матерью, сообщает отцу, который был рок-звездой, что является его дочерью, и её мать была его поклонницей в прошлом.

## В ролях
| Актёр             | Роль           |
| ----------------- | -------------- |
| Эбигейл Бреслин   | Джени Джонс    |
| Бриттани Сноу     | Айрис          |
| Алессандро Нивола | Итан Бренд     |
| Элизабет Шу       | Мэри Энн Джонс |
| Петер Стормаре    | Слоан          |
| Джоэл Дэвид Мур   | Дэйв           |
| Фрэнсис Фишер     | Лили           |
| Фрэнк Уэйли       | Чак            |

## Критика
Фильм получил смешанные отзывы кинокритиков. На сайте Rotten Tomatoes фильм имеет рейтинг 53 % на основе 30 рецензий со средним баллом 5,3 из 10. На сайте Metacritic фильм имеет оценку 52 из 100 на основе 16 рецензий критиков, что соответствует статусу «смешанные или средние отзывы».